# Compagnie aérienne française
La Compagnie aérienne française (CAF) était une compagnie aérienne française ayant opéré en France, en Algérie, au Maroc et en Indochine de 1919 à 1937.

## Histoire
La compagnie est fondée en 1919 par Henri Balleyguier, polytechnicien et ancien commandant d’escadrille lors de la Première Guerre mondiale,. 
Spécialisé dans le « travail aérien », Balleyguier adapte le savoir militaire aux applications civiles : photographie aérienne, cartographie, messagerie. 
La compagnie est réputée pour ses baptêmes de l'air et ses vols d'agrément en « aérocar » au dessus de Paris,. 
La CAF réalise notamment un reportage photographique aérien en survolant le château pendant la signature du traité de Versailles. Son frère André Balleyguier était cofondateur et y a travaillé.
La CAF offre également ses services en Algérie, au Maroc et en Indochine. 
La compagnie fait sa renommée grâce à l'embauche d'aviateurs réputés : Jeanne Fontaine,  Jacques de Lesseps, Antoine de Saint-Exupéry.